# Przyjma (województwo wielkopolskie)
Przyjma – wieś w Polsce położona w województwie wielkopolskim, w powiecie konińskim, w gminie Golina.
Do 1870 istniała gmina Przyjma.

W 1882 roku istniał folwark Przyjma. 
W 1914 roku w Przyjmie powstała Szkoła Podstawowa im. Marii Skłodowskiej-Curie. 
16 sierpnia 1925 roku we wsi powstała jednostka Ochotniczej Straży Pożarnej. 
Podczas II wojny światowej Niemcy wysiedlili z Przyjmy 110 mieszkańców wsi. Z kolei na miejscu wysiedlonych osiedlili 41 Niemców.  
W latach 1975–1998 miejscowość położona była w województwie konińskim.